# 小池晃
小池 晃（こいけ あきら、1960年〈昭和35年〉6月9日 - ）は、日本の政治家、医師、YouTuber。日本共産党所属の参議院議員（5期）。日本共産党中央委員会政策委員長（政策責任者）、党副委員長、日本共産党参議院議員団長、参議院幹事長、常任幹部会委員を歴任し、2016年4月より日本共産党中央委員会書記局長（6代目）。

## 来歴
1960年に東京都世田谷区で生まれる。武蔵野市立大野田小学校、武蔵野市立第四中学校、東京教育大学附属駒場高等学校を卒業。

### 日本共産党入党以後
高校卒業した小池は1年浪人し駿台予備学校に通った。駿台予備学校には駿台生で組織された日本共産党支部があり、小池も誘われたが「受験勉強に集中したい」と一回は断ったものの、話の流れのまま説得されて、親には内緒で入党した。目標としていた東北大学医学部医学科に合格し、入学。大学生となる1984年（昭和59年）に全国医学生自治連絡会議として、全国医学生自治連合に積極的に関与した。1985年（昭和60年）には全日本学生自治会総連合（全学連）副委員長、国際部長を務める。1987年（昭和62年）4月に卒業、最初に小豆沢病院に務める。その後は、北病院に勤務。1997年（平成9年）10月から東京勤労者医療会代々木病院に勤務、同年から全日本民主医療機関連合会理事に就任。

### 政界入り

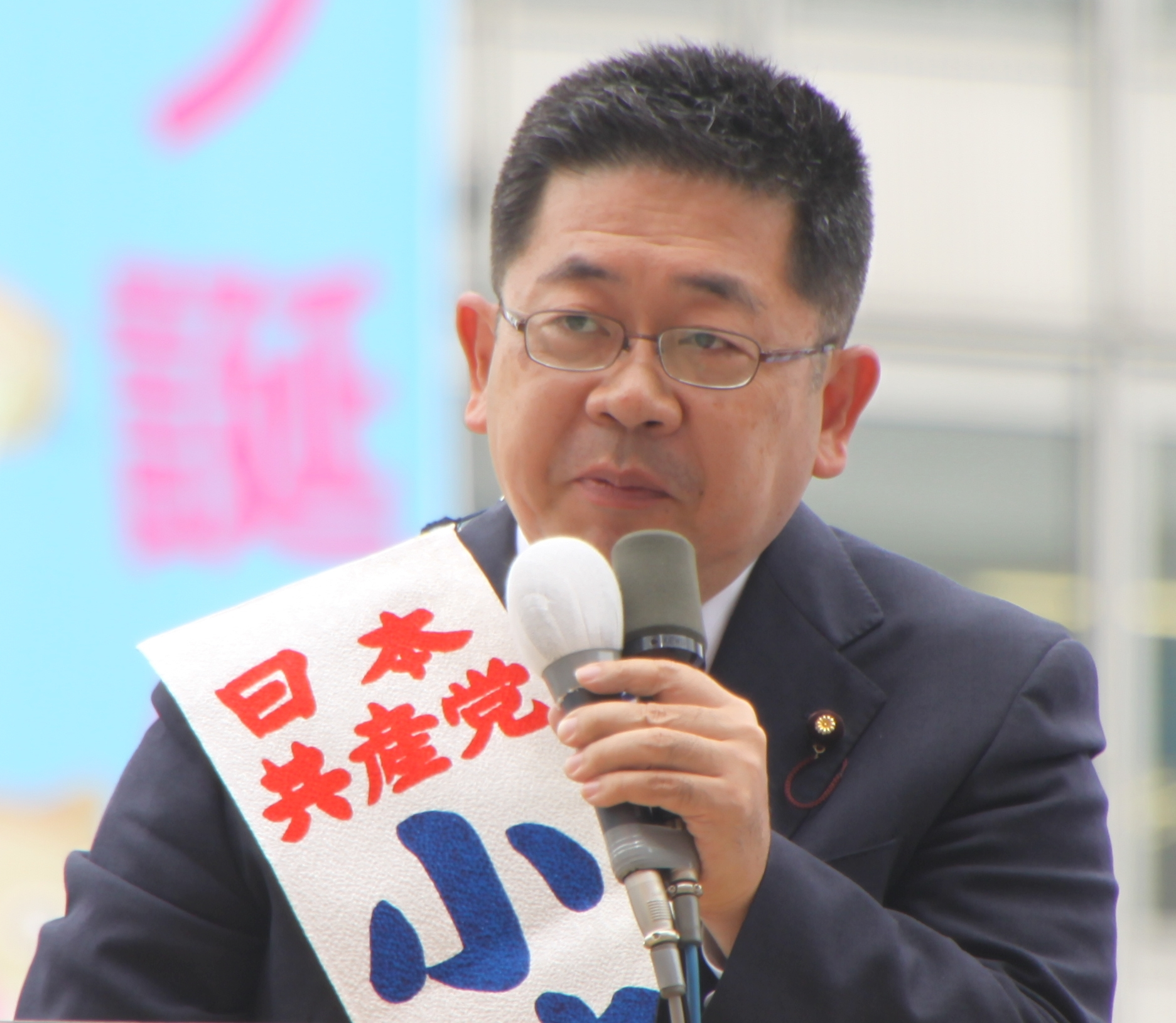
2010年

1998年（平成10年）7月の参議院選挙前に日本共産党から出馬要請される。比例区で出馬し、当選。
2011年（平成23年）2月、東京都知事選挙に革新都政をつくる会から要請を受け、同会を選挙母体とする無所属（日本共産党推薦）で立候補したが、4選を目指した現職石原慎太郎、元宮崎県知事・東国原英夫、ワタミ元会長・渡邉美樹（いずれも無所属）に次ぐ4位で落選。得票率が10.4%であったため、供託金の没収は免れた。
2015年8月15日に在日本大韓民国民団主催の第70周年光復節中央記念式典に出席した。
2019年（令和元年）7月の第25回参議院議員通常選挙で比例区から4選。
2025年（令和元年）7月の第27回参議院議員通常選挙で比例区から5選。

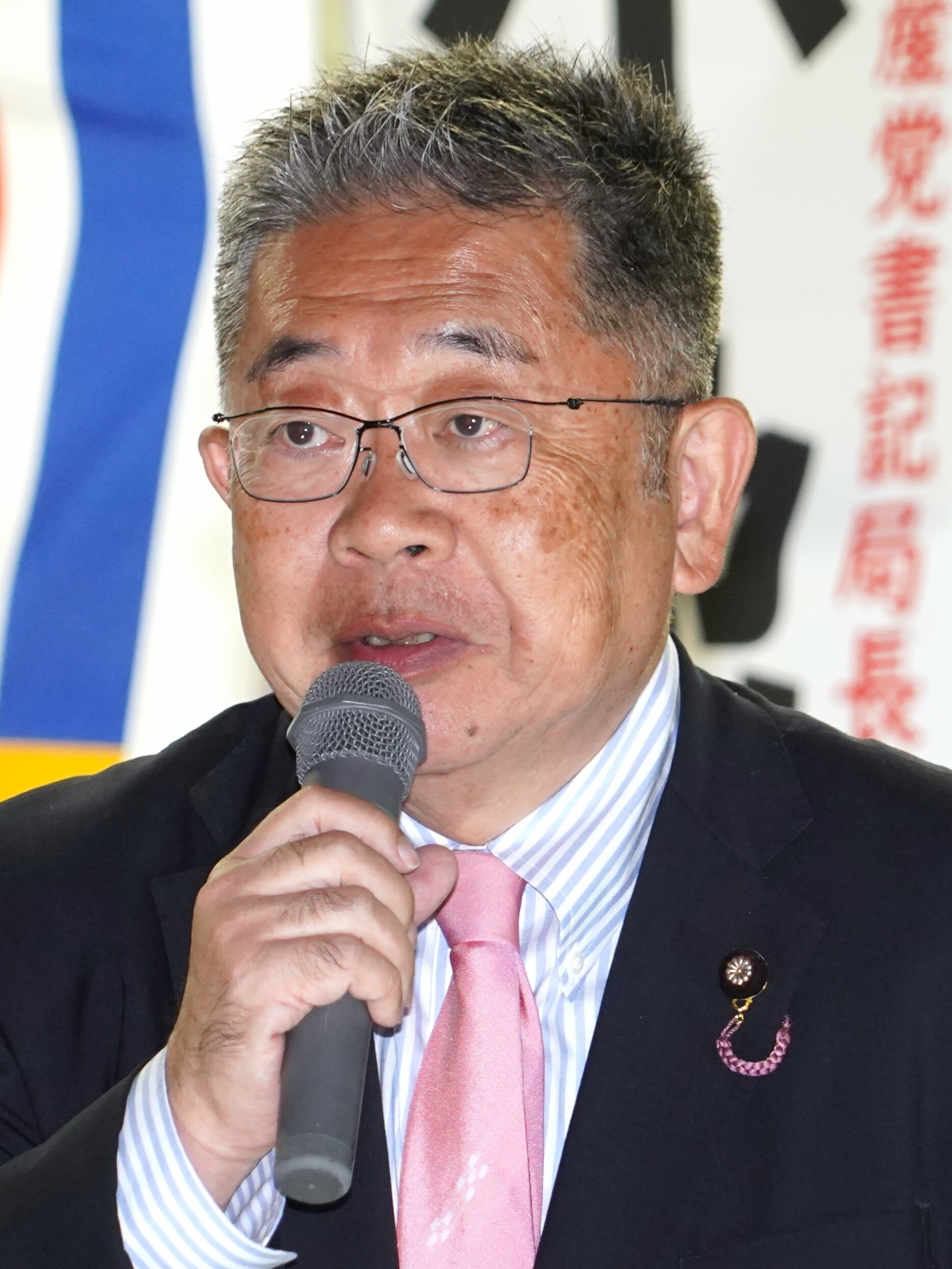
2024年10月、横浜駅前にて

## 政策・主張
- 憲法改正に反対[9]。
- 集団的自衛権の行使容認に反対[9]。
- 辺野古への米軍基地移設に反対し、国外に移設すべきとしている[9]。
- 首相や閣僚は靖国神社に参拝すべきでないとしている[9]。
- 北朝鮮に対する制裁強化に賛成[9]。
- 村山談話、河野談話を見直すべきでないとしている[9]。
- 日本に原発は不要、原発の海外への輸出に反対[9]。
- TPP交渉に参加すべきでないとしている[9]。
- 死刑制度には反対[9]。

## 人物
- しんぶん赤旗によると、専門は内科。資格として医師免許を所持し前職で医師としても活動していた。新潟県中越地震では、議員として被災地を訪問した際、臨時に診察を行った[10]。
- しんぶん赤旗によると、 児童ポルノについて日本ユニセフ協会のメンバーと懇談した際に「現状は放置できないひどい実態」「みなさんの要望をしっかりと受け止める」とコメントしている[11]。同時に、共産党は児童ポルノ単純所持の違法化については反対の意志を表明している[12]。
- しんぶん赤旗によると、Twitterを愛用しており、選挙でのツイッターを含めたインターネットの使用の全面解禁を主張している[13]。
- 小池晃のTwitterによると、 2010年（平成22年）に大きな波紋を呼んだ東京都青少年健全育成条例改定問題（いわゆる“非実在青少年”問題）について、「表現の自由の否定だ」として、改定された条例とこれを推進した石原慎太郎を批判している[14]。知事選出馬を表明した際、当選した場合は条例の改定部分を廃止する案を議会に提出する考えを示した。
- J-CASTニュースによると、2011年7月5日、民主党所属で部落解放同盟幹部の松本龍復興大臣が辞任した際には、「『書いたら終わりだぞ』というマスコミ恫喝は、部落解放同盟のもともとの性質・性格が出たもの」と批判し、問題は基本的にすでに解消しており、不公正な同和対策を継続すること自体が新たな偏見を生み出すものであり、部落解放同盟による無法な利権あさりを許さないと述べている[15]。
- 2016年6月29日、産経新聞によると、藤野保史の応援演説で藤野の「人を殺すための予算」発言を取り上げなかった事について問われ、小池晃は「いちいち全部、言う話ではない。」と答えている[16]。
- 「日本共産党の『暴力革命の方針』に変更はない」とする内閣や警察庁、公安調査庁の主張に対しては「共産党は一度も暴力革命という方針を決めたことはない」「だいたい、志位委員長とか、私の顔を見てほしい。暴力革命の党に見えますか？極めて平和的な人間だ」と反論している[17]。
- 2018年頃より自身のYouTubeチャンネル「YouTuber小池晃」を始動。国会に対する意見や他議員との交流など広報目的で活動している。[18]。
- 2019年8月4日、「あいちトリエンナーレ」の展示内容が問題視された事について、小池晃は「津田さんの責任ではありません。煽った政治家の責任です。」とツイートした[19]。
- 2020年6月26日、毎日新聞によると、小池百合子都知事に対して小池晃の「オーバーシュートをロックダウンでアウフヘーベン（止揚）しましたの。オホホ」とのツイートに対し「役割語は女性蔑視」とネット上で批判がおこり、同日小池晃はツイートを削除した[20]。
- 国民民主党の玉木雄一郎代表が同党と連合の政策協定で排除すべき対象とした「全体主義」について共産党のことだと述べたのに対し、不快感を表明し「（全体主義とは）対極にある党」と反論した[21]。
- 2022年11月5日、「日本共産党地方議員・候補者会議」において、相模原市議団の議員団長の名前を読み違えて紹介し、司会を担当していた同党政策委員長の田村智子が訂正したところ、小池は田村に詰め寄り「訂正する必要ないって」と威圧的な言動で叱責した。この行為に批判が上がり、小池は同月13日のTwitter投稿で自身の行為を謝罪した。その後翌14日に日本共産党は小池の田村に対する行為はパワーハラスメントであると認定し、党規約に基づき小池を口頭による警告処分としたと発表した[22][23][24]。
- 2023年7月、ネット番組において日本維新の会の馬場伸幸が「共産党は日本からなくなったらいい政党」と発言したのに対し、小池は「維新は天下の公党である日本共産党に対して『暴力革命』という破綻ずみのデマにもとづいて、『危険な政党』などと攻撃することは慎むべきだ」と批判。「戦前、治安維持法によって日本共産党を非合法化し、特高警察が党員を虐殺し、そして侵略戦争に突き進んでいった。『共産党を日本からなくす』ということは、こういう歴史を繰り返すということだ」と厳しく指摘した[25]。
- 2023年8月28日、国会内で会見し、東京電力福島第1原発の処理水海洋放出後、中国から日本国内に多数の嫌がらせ電話が発信され、中国では日本人学校に石や卵が投げつけられる問題が相次いでいることについて「海洋放出を中止して、中国政府と事態の打開に向けた協議を行うべき」とした。また、小池は事態の責任は政府にあるとし、「近隣諸国の理解を得ることも日本政府の大事な責任。しかし、きちんと説明する外交努力を行ってきただろうか。率直に言って、怠ってきたと言わざるを得ない。今の事態を解決する責任は日本政府にある」と語った[26]。

## 選挙歴
| 当落 | 選挙                     | 執行日         | 年齢 | 選挙区       | 政党                     | 得票数     | 得票率 | 定数 | 得票順位 /候補者数 | 政党内比例順位 /政党当選者数 |
| ---- | ------------------------ | -------------- | ---- | ------------ | ------------------------ | ---------- | ------ | ---- | ------------------ | ---------------------------- |
| 当   | 第18回参議院議員通常選挙 | 1998年07月12日 | 38   | 比例区       | 日本共産党               |            |        | 50   | 6/25               | 6/8                          |
| 当   | 第20回参議院議員通常選挙 | 2004年07月11日 | 44   | 比例区       | 日本共産党               | 10万5481票 |        | 48   | 2/25               | 2/4                          |
| 落   | 第22回参議院議員通常選挙 | 2010年07月11日 | 50   | 東京都選挙区 | 日本共産党               | 55万2187票 | 9.06   | 5    | 6/24               | /                            |
| 落   | 2011年東京都知事選挙     | 2011年4月10日  | 50   | ――           | 無所属（日本共産党推薦） | 62万3913票 | 10.35  | 1    | 4/11               | /                            |
| 当   | 第23回参議院議員通常選挙 | 2013年07月21日 | 53   | 比例区       | 日本共産党               | 13万4325票 |        | 48   | 1/17               | 1/5                          |
| 当   | 第25回参議院議員通常選挙 | 2019年07月21日 | 59   | 比例区       | 日本共産党               | 15万8621票 |        | 50   | 1/26               | 1/4                          |
| 当   | 第27回参議院議員通常選挙 | 2025年07月20日 | 65   | 比例区       | 日本共産党               | 10万7866票 |        | 50   | 1/19               | 1/2                          |

## 所属団体・議員連盟
- 東京オリンピック・パラリンピックに向けて受動喫煙防止法を実現する議員連盟（副会長）[27]
- 超党派自殺対策を推進する議員連盟[28]
- 落語議連 = 落語を楽しみ、学ぶ国会議員の会[29]

## 著書
- これからどうする！ 介護と医療（新日本出版社、2001年）ISBN 4-406-02814-5[30]
- どうする 日本の年金（新日本出版社、2004年）ISBN 4-406-03087-5[31]
- 「なぜなぜ問答庶民大増税 Q&A」（日本共産党消費税・庶民増税阻止闘争本部著　日本共産党中央委員会出版局、2007年）ISBN 978-4-530-01571-0[注 1]
- 『小池晃対話集―政治に希望はある』新日本出版社、2019年4月22日。ISBN 978-4406063500。

## 連載
- 「Dr.小池の国会奮戦記」「Dr.小池の世直し奮戦記」（いつでも元気）
- 「Dr.小池の日本を治す！」（フジサンケイ ビジネスアイ）